# Distretto di Sillapata
Il distretto di Sillapata è uno degli otto distretti della provincia di Dos de Mayo, in Perù. Si trova nella regione di Huánuco e si estende su una superficie di 70.53 chilometri quadrati.